# Comamonas odontotermitis
Comamonas odontotermitis es una especie de bacteria gramnegativa del género Comamonas. Fue descrita en el año 2007. Su etimología hace referencia a la termita Odontotermes formosanus. Es aerobia y móvil por flagelo polar. Tiene un tamaño de 0,5-1 μm de ancho por 2-2,5 μm de largo. Temperatura óptima de crecimiento entre 28-35 °C. Catalasa y oxidasa positivas. Se ha aislado del intestino de la termita Odontotermes formosanus en Taiwán. 